# 집적점
일반위상수학에서 집적점(集積點, 영어: accumulation point)은 그 임의의 근방이 주어진 집합과 주어진 기수 개 이상의 점들을 공유하는 점이다.

## 정의
기수 {\displaystyle \kappa \in \operatorname {Card} }가 주어졌다고 하자. 위상 공간 {\displaystyle X} 및 부분 집합 {\displaystyle Y\subseteq X} 및 점 {\displaystyle x\in X}가 다음 조건을 만족시킨다면, {\displaystyle x}가 {\displaystyle Y}의 {\displaystyle \kappa }-집적점(集積點, 영어: {\displaystyle \kappa }-accumulation point)이라고 한다.
- 임의의 {\displaystyle x}의 근방 {\displaystyle X\supseteq U\ni x}에 대하여, {\displaystyle |U\cap Y|\geq \kappa }이다.

특히, 임의의 점 {\displaystyle x\in X} 및 부분 집합 {\displaystyle Y\subseteq X}에 대하여, 다음과 같은 기수를 정의할 수 있다.
{\displaystyle \operatorname {acc} (x,Y)=\min _{U\in {\mathcal {N}}_{x}}|Y\cap U|}
여기서 {\displaystyle {\mathcal {N}}_{x}}는 {\displaystyle x}의 근방 필터이다. 즉, {\displaystyle x}는 항상 {\displaystyle Y}의 {\displaystyle \operatorname {acc} (x,Y)}-집적점이다.
{\displaystyle Y}의 {\displaystyle \kappa }-집적점들의 집합을
{\displaystyle \operatorname {acc\,pt} _{\kappa }(Y)=\{x\in X\colon \operatorname {acc} (x,Y)\geq \kappa \}}
로 표기하자.
특별한 값의 {\displaystyle \kappa }에 대하여, 다음과 같은 특별한 용어들이 존재한다.
- {\displaystyle Y\subseteq X}의 {\displaystyle |Y|}-집적점을 완비 집적점(完備集積點, 영어: complete accumulation point)이라고 한다.
- {\displaystyle \aleph _{1}}-집적점을 응집점(凝集點, 영어: condensation point)이라고 한다. (여기서 {\displaystyle \aleph _{1}}은 최소의 비가산 기수이다.)
- 점 {\displaystyle x\in X} 및 부분 집합 {\displaystyle Y\subseteq X}이 주어졌을 때, 만약 임의의 근방 {\displaystyle X\supseteq U\ni x}에 대하여, {\displaystyle U\cap Y\setminus \{x\}\neq \varnothing }이라면, {\displaystyle x}를 {\displaystyle Y}의 극한점(極限點, 영어: limit point)이라고 한다. 극한점들의 집합을 유도 집합(誘導集合, 영어: derived set)이라고 하며, 흔히 {\displaystyle Y'}으로 표기한다. 일반적으로, 극한점의 개념은 2-집적점과 1-집적점 사이에 있다.
  - {\displaystyle X\subseteq X}의 극한점이 아닌 점 {\displaystyle x\in X\setminus X'}은 고립점(孤立點, 문화어: 외딴점, 영어: isolated point)이라고 한다. 즉, {\displaystyle X}의 고립점은 {\displaystyle \{x\}}가 열린집합인 점 {\displaystyle x\in X}이다.
- 1-집적점을 폐포점(閉包點, 영어: closure point) 또는 밀착점(密着點, 영어: adherent point)이라고 한다. {\displaystyle Y\subseteq X}의 폐포점은 {\displaystyle Y}의 원소이거나 아니면 {\displaystyle Y}의 극한점이다. 폐포점들의 집합은 폐포 {\displaystyle \operatorname {acc\,pt} _{1}(Y)=\operatorname {cl} Y}라고 한다.
- 임의의 {\displaystyle x\in X}는 {\displaystyle Y\subseteq X}의 0-집적점이다.

## 성질

### 폐포와의 관계
위상 공간 {\displaystyle X}의 부분 집합 {\displaystyle Y\subseteq X}과 점 {\displaystyle x\in X}에 대하여, 다음 세 조건이 서로 동치이다.
- {\displaystyle x}는 {\displaystyle Y}의 폐포점이다.
- {\displaystyle x\in Y}이거나, 또는 {\displaystyle x}는 {\displaystyle Y}의 극한점이다.

다시 말해, {\displaystyle Y}의 폐포는 {\displaystyle Y}와 그 극한점들의 집합의 합집합이다.
{\displaystyle X=\operatorname {acc\,pt} _{0}(Y)}
{\displaystyle \operatorname {cl} Y=Y\cup Y'}
위상 공간 {\displaystyle X}의 부분 집합 {\displaystyle Y\subseteq X}에 대하여, 다음 두 조건이 서로 동치이다.
- {\displaystyle Y}는 닫힌집합이다.
- {\displaystyle Y'\subseteq Y}
- {\displaystyle \operatorname {cl} Y=Y}

### T1공간의 경우
만약 {\displaystyle X}가 T1 공간이라면 다음 두 조건이 서로 동치이다.
- {\displaystyle x}는 {\displaystyle Y}의 극한점이다.
- {\displaystyle x}는 {\displaystyle Y}의 {\displaystyle \aleph _{0}}-집적점이다.

따라서, T1 공간의 경우 {\displaystyle 2\leq \kappa \leq \aleph _{0}}에 대하여 {\displaystyle \kappa }-집적점을 구별하지 않아도 되며, 이는 극한점과도 같은 개념이다.
T1 공간의 임의의 부분 집합의 유도 집합은 닫힌집합이다.
다음 두 조건이 서로 동치이다.
- {\displaystyle X}는 이산 공간이다.
- {\displaystyle X}의 모든 부분 집합은 극한점을 갖지 않는다.

### 유도 집합
편의상 극한점을 1.5-집적점으로 일컫자. 그렇다면 다음이 성립한다.
- 임의의 {\displaystyle \kappa \geq 1}에 대하여, {\displaystyle \operatorname {acc\,pt} _{\kappa }(\varnothing )=\varnothing }
- 임의의 집합 {\displaystyle Y,Z\subseteq X} 및 기수 {\displaystyle \kappa \leq 1.5}에 대하여, {\displaystyle \operatorname {acc\,pt} _{\kappa }(Y\cup Z)=\operatorname {acc\,pt} _{\kappa }(Y)\cup \operatorname {acc\,pt} _{\kappa }(Z)}
- 임의의 집합 {\displaystyle Z\subseteq Y\subseteq X} 및 기수 {\displaystyle \kappa \geq \lambda }에 대하여, {\displaystyle \operatorname {acc\,pt} _{\kappa }(Z)\subseteq \operatorname {acc\,pt} _{\lambda }(Y)}

임의의 부분 집합의 유도 집합이 닫힌집합인 위상 공간을 TD 공간이라고 한다. 모든 T1 공간은 TD 공간이며, 모든 TD 공간은 콜모고로프 공간이다.

## 예
실수선의 부분 집합
{\displaystyle S=\{1/n\colon n\in \mathbb {Z} ^{+}\}\subsetneq \mathbb {R} }
을 생각하면, 그 집적점 집합들은 다음과 같다.
{\displaystyle \operatorname {acc\,pt} _{\kappa }(S)={\begin{cases}\mathbb {R} &\kappa =0\\S\cup \{0\}&\kappa =1\\\{0\}&2\leq \kappa \leq \aleph _{0}\\\varnothing &\kappa \geq \aleph _{1}\end{cases}}}
실수선 속의, 무리수의 부분 집합 {\displaystyle \mathbb {R} \setminus \mathbb {Q} \subsetneq \mathbb {R} }을 생각하자.
{\displaystyle \operatorname {acc\,pt} _{\kappa }(\mathbb {R} \setminus \mathbb {Q} )={\begin{cases}\mathbb {R} &0\leq \kappa \leq 2^{\aleph _{0}}\\\varnothing &\kappa >2^{\aleph _{0}}\end{cases}}}
실수선 속의, 유리수의 부분 집합 {\displaystyle \mathbb {Q} \subsetneq \mathbb {R} }을 생각하자.
{\displaystyle \operatorname {acc\,pt} _{\kappa }(\mathbb {Q} )={\begin{cases}\mathbb {R} &0\leq \kappa \leq \aleph _{0}\\\varnothing &\kappa \geq \aleph _{1}\end{cases}}}
실수선을 스스로의 부분 집합 {\displaystyle \mathbb {R} \subseteq \mathbb {R} }으로 여기자.
{\displaystyle \operatorname {acc\,pt} _{\kappa }(\mathbb {R} )={\begin{cases}\mathbb {R} &0\leq \kappa \leq 2^{\aleph _{0}}\\\varnothing &\kappa >2^{\aleph _{0}}\end{cases}}}
즉, 실수선은 자기 조밀 공간이며 고립점을 갖지 않는다.
실수선 {\displaystyle \mathbb {R} }의 부분 공간 {\displaystyle \{0\}\cup [1,2]}의 고립점은 0밖에 없다.
실수선의 부분 공간 {\displaystyle \{0\}\cup \{1/n\colon n\in \mathbb {Z} ^{+}\}}에서는 0이 아닌 다른 모든 점들이 고립점이다. 0은 고립점이 아니다.

### 이산 공간
위상 공간 {\displaystyle X}에 대하여 다음 두 조건이 서로 동치이다.
- {\displaystyle X}는 이산 공간이다.
- {\displaystyle X}의 모든 점은 고립점이다.

## 역사
유도 집합(독일어: abgeleitete Punktmenge)이라는 용어는 게오르크 칸토어가 1872년에 도입하였다.:129, §2